# Antalyaspor 2023
Questa voce raccoglie le informazioni riguardanti l'Antalyaspor nelle competizioni ufficiali della stagione 2023.

## 2. Lig 2023

### Stagione regolare
| Adalia 8 luglio 2023, ore 20:00 1ª giornata | Antalyaspor | 0 – 14 | Antalya Vandals | Atilla Vehbi Konuk Tesisleri |

| Adalia 22 luglio 2023, ore 20:00 3ª giornata | Antalyaspor | 6 – 22 | Kocatepe Victory Walkers | Atilla Vehbi Konuk Tesisleri |

| Smirne 19 agosto 2023, ore 20:00 5ª giornata | Ege Dolphins | 31 – 0 | Antalyaspor | Balçova Spor Kompleksi |

## Statistiche di squadra
| Competizione      | %Vittorie | In casa | In casa | In casa | In casa | In casa | In casa | In trasferta | In trasferta | In trasferta | In trasferta | In trasferta | In trasferta | Totale | Totale | Totale | Totale | Totale | Totale |
| Competizione      | %Vittorie | G       | V       | N       | P       | Pf      | Ps      | G            | V            | N            | P            | Pf           | Ps           | G      | V      | N      | P      | Pf     | Ps     |
| ----------------- | --------- | ------- | ------- | ------- | ------- | ------- | ------- | ------------ | ------------ | ------------ | ------------ | ------------ | ------------ | ------ | ------ | ------ | ------ | ------ | ------ |
| Stagione regolare | .000      | 2       | 0       | 0       | 2       | 6       | 36      | 1            | 0            | 0            | 1            | 0            | 31           | 3      | 0      | 0      | 3      | 6      | 67     |
| Totale            | .000      | 2       | 0       | 0       | 2       | 6       | 36      | 1            | 0            | 0            | 1            | 0            | 31           | 3      | 0      | 0      | 3      | 6      | 67     |